# Venere e le tre Grazie offrono doni a una giovane
Venere e le tre Grazie offrono doni a una giovane è un affresco staccato (211x284 cm) di Sandro Botticelli, databile al 1486 circa e conservato nel Museo del Louvre di Parigi. Con il Giovane introdotto tra le Arti Liberali forma il ciclo di villa Lemmi Tornabuoni, residenza suburbana presso Firenze, del quale fa parte anche un affresco frammentario ancora in sede.

## Storia
Non è chiaro quando la serie venne fatta affrescare, anche perché l'identificazione dei personaggi non è univocamente stabilita. L'ipotesi più probabile è che l'opera sia stata commissionata per il matrimonio tra Lorenzo Tornabuoni e Giovanna di Maso degli Albizzi, celebrato il 15 giugno 1486. Gli affreschi si trovavano dopotutto in una loggia che verosimilmente poteva essere stata destinata alla festa nuziale.
Già scialbati, vennero riscoperti nel 1863 dagli allora proprietari Lemmi in condizioni di conservazione non ottimali. Staccati e trasportati su tela, furono messi in vendita sul mercato antiquario e pervennero al Louvre nel 1882.

## Descrizione e stile

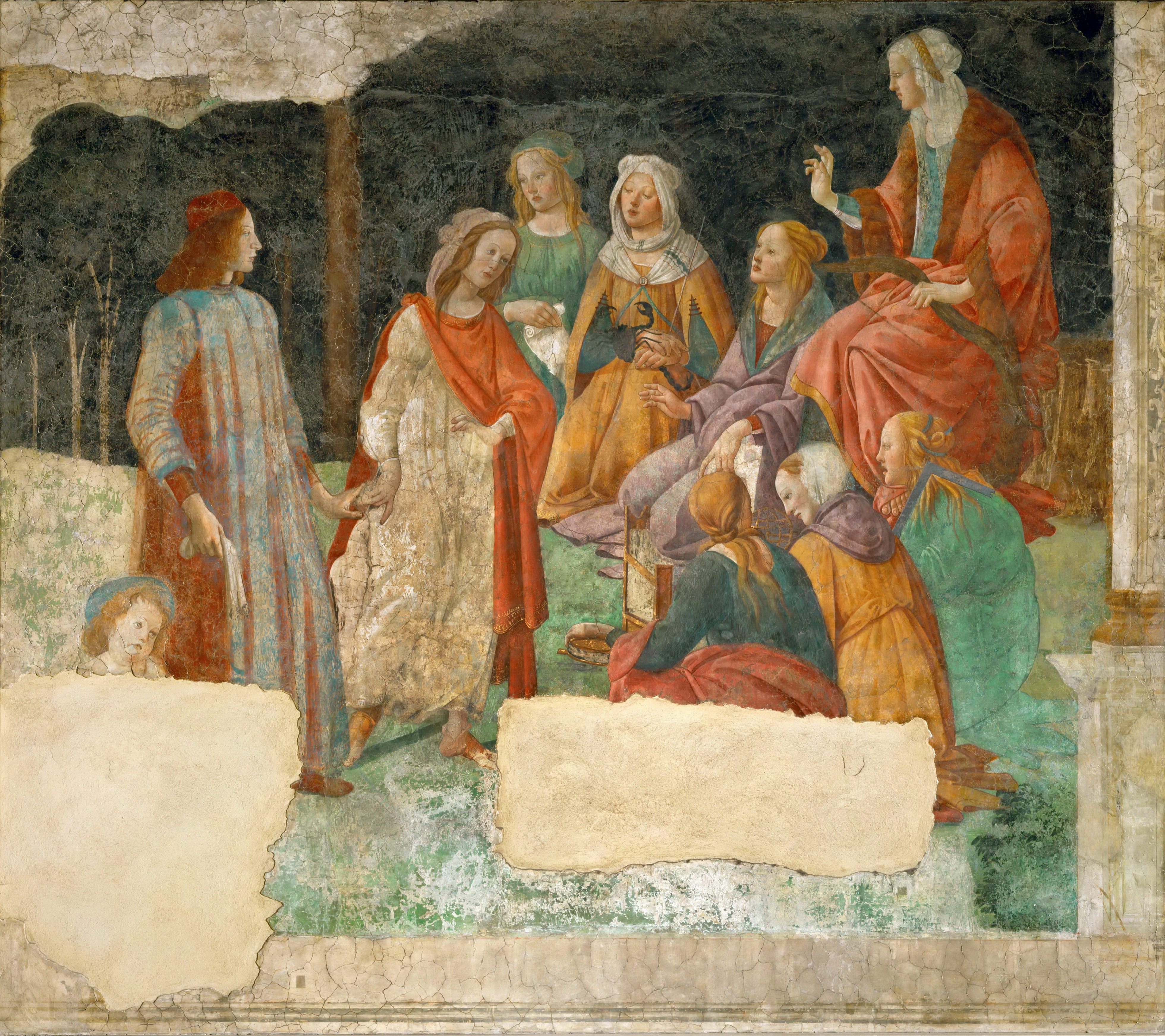
Giovane introdotto tra le Arti Liberali

In una specie di giardino, come farebbe pensare la fontana sulla sinistra, incedono le tre Grazie che accompagnano al centro Venere, la quale fa omaggio floreale a una giovane in abiti moderni. La scena, impregnata di tematiche legate all'Accademia neoplatonica, si svolge di notte, forse perché secondo la letteratura medioevale, compreso anche Dante, gli incontri tra uomini e figure allegoriche o mitologiche possono avvenire solo in sogno.
A destra in basso, sulla quale di quella che pare una colonna, un putto regge uno stemma scomparso, dove forse si trovava l'arme dei Tornabuoni o degli Albizi, eliminata probabilmente dai successivi proprietari della villa.
Il disegno è armonico, delicato; le linee sono elegantissime e creano nel gonfiarsi delle vesti e nel fluire armonico dei capelli delle donne, dei giochi decorativi, sinuosi e aggraziati. Innegabile è la ricerca di bellezza ideale e armonia, che si attua nel ricorso in via preferenziale al disegno e alla linea di contorno (derivato dall'esempio di Filippo Lippi). In ogni caso l'attenzione al disegno non si risolve mai in effetti puramente decorativi, ma mantiene un riguardo verso la volumetria e la resa veritiera dei vari materiali, soprattutto nelle leggerissime vesti. Il colore chiaro e nitido, derivato dalla particolare tecnica dell'affresco, intride di luce le figure, facendone risaltare la purezza penetrante della bellezza.
Tipica dell'artista è la vena leggermente malinconica, ma serena, che serpeggia negli sguardi.